# Kent Gap
Kent Gap är ett bergspass i Antarktis. Det ligger i Västantarktis. Argentina och Storbritannien gör anspråk på området. Kent Gap ligger 1 738 meter över havet.
Terrängen runt Kent Gap är kuperad. Trakten är obefolkad. Det finns inga samhällen i närheten. 